# Riekoperla elongata
Riekoperla elongata är en bäcksländeart som beskrevs av Günther Theischinger 1985. Riekoperla elongata ingår i släktet Riekoperla och familjen Gripopterygidae. Inga underarter finns listade i Catalogue of Life.